# Am I Not Your Girl?
Am I Not Your Girl? is het derde album van de Ierse zangeres Sinéad O'Connor, uitgebracht in 1992. Het was de opvolger van het enorm succesvolle I Do Not Want What I Have't Got . 

## Achtergronden
Het album is een verzameling covers van jazzstandaarden die O'Connor in haar jeugd beïnvloed hebben. De betreffende jazznummers werden oorspronkelijk geschreven tussen 1936 en 1978.
De albumtitel komt van het nummer Success Has Made a Failure of Our Home. Het album is opgedragen aan de daklozen in New York.

## Ontvangst
Vanwege het grote (commerciële) succes van O'Connors twee vorige albums verwachtten zowel de pers als het publiek opnieuw een commercieel aantrekkelijk album. Het album werd door de muziekpers echter niet goed ontvangen. De combinatie van de andere koers van de muziek en de bovengenoemde controverse leidden ertoe dat het album commercieel geen succes werd. 
In de Nederlandse Album Top 100 kwam de plaat niet verder dan de vijftiende plek. Het album leverde O'Connor in Nederland, Spanje, VK en VS en Zwitserland een gouden plaat op.

## Tracklijst
| Nr. | Titel                                      | Schrijver(s)                                            | Duur |
| --- | ------------------------------------------ | ------------------------------------------------------- | ---- |
| 1.  | Why Don't You Do Right?                    | Joe McCoy                                               | 2:30 |
| 2.  | Bewitched, Bothered and Bewildered         | Lorenz Hart, Richard Rodgers                            | 6:15 |
| 3.  | Secret Love                                | Sammy Fain, Paul Francis Webster                        | 2:56 |
| 4.  | Black Coffee                               | Sonny Burke, Paul Francis Webster                       | 3:21 |
| 5.  | Success Has Made a Failure of Our Home     | Johnny Mullins                                          | 4:29 |
| 6.  | Don't Cry for Me Argentina                 | Andrew Lloyd Webber, Tim Rice                           | 5:39 |
| 7.  | I Want to Be Loved by You                  | Bert Kalmar, Harry Ruby, Herbert Stothart               | 2:45 |
| 8.  | Gloomy Sunday                              | László Jávor, Sam L. Lewis, Rezső Seress                | 3:56 |
| 9.  | Love Letters                               | Edward Heyman, Victor Young                             | 3:07 |
| 10. | How Insensitive                            | Vinicius de Moraes, Norman Gimbel, Antônio Carlos Jobim | 3:28 |
| 11. | Scarlet Ribbons                            | Evelyn Danzig, Jack Segal                               | 4:14 |
| 12. | Don't Cry for Me Argentina (Instrumentaal) | Andrew Lloyd Webber, Tim Rice                           | 5:10 |